# Горски-Извор (Кырджалийская область)
Горски-Извор (болг. Горски извор) — село в Болгарии. Находится в Кырджалийской области, входит в общину Кирково. Население составляет 693 человека.

## Политическая ситуация
В местном кметстве Горски-Извор, в состав которого входит Горски-Извор, должность кмета (старосты) исполняет Мюмюн Адем Бекир (Движение за права и свободы (ДПС)) по результатам выборов.
Кмет (мэр) общины Кирково —  Шукран Кязим Идриз (Движение за права и свободы (ДПС)) по результатам выборов.